# Philipp Joseph Rehfues

Lithographie-Porträt: Nach einer Zeichnung von J. H. Beckers lithographiert von A. Wünsch, Köln um 1834.

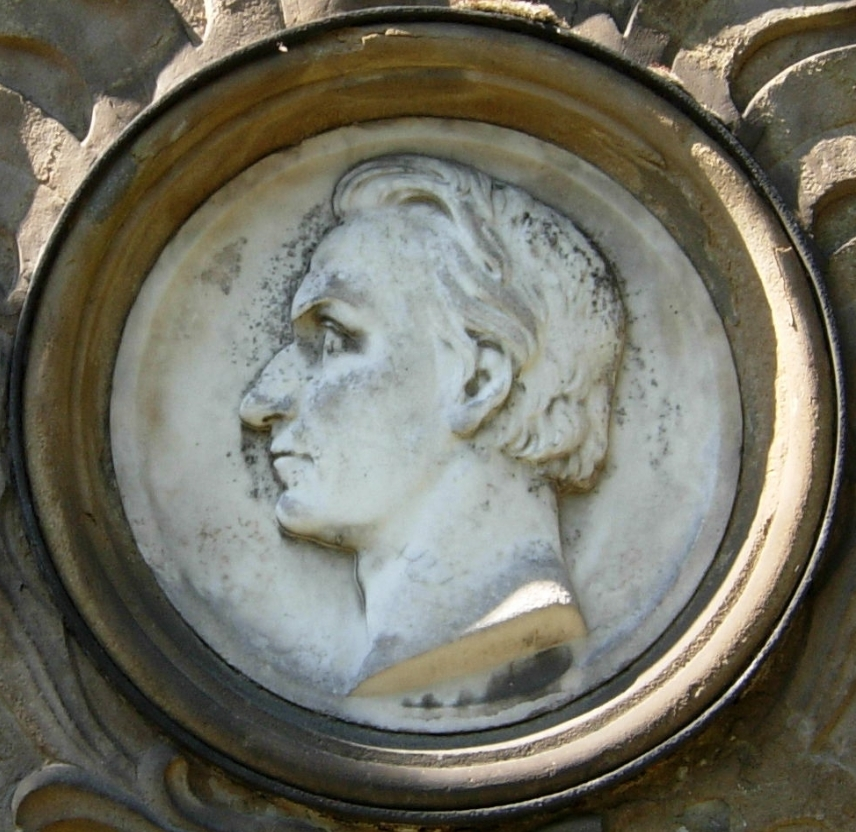
Hochrelieftondo, Porträt des Philipp Joseph von Rehfues von Hermann Heidel

Philipp Joseph von Rehfues (ursprünglich Philipp Joseph Rehfuß; seit 1826 von; * 2. Oktober 1779 in Tübingen; † 21. Oktober 1843 in Römlinghoven (heute Ortsteil von Königswinter)) war ein deutscher Schriftsteller und langjähriger Kurator der Universität Bonn.

## Leben

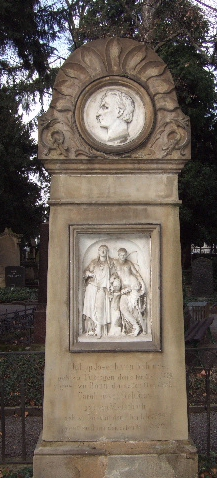
Grabstele für Rehfues auf dem Alten Friedhof Bonn

Rehfues war Sohn des Tübinger Ratsherren und späteren Bürgermeisters Johann Jacob Rehfuß und dessen Frau, Maria Katharina geb. Büchsenstein. Er besuchte das evangelische Stift Tübingen, beschäftigte sich aber schon während seines Theologiestudiums intensiv mit dem klassischen Altertum und der neueren Literatur. Er brach das Studium ab, als er 1801 das Angebot erhielt, als Hauslehrer nach Livorno zu gehen. Dort begegnete er unter anderem dem Schweizer Johann Friedrich von Tscharner, mit dem er lebenslang befreundet blieb. Gemeinsam übersetzten sie die Tragödien Alfieris ins Deutsche und gaben die kurzlebige Monatszeitschrift Italien heraus. Nach Aufgabe seiner Stellung in Livorno 1803 hielt sich Rehfues zunächst mit Tscharner in Rom und Florenz auf und ließ sich dann nach Tscharners Rückkehr in die Schweiz in Rom nieder, wo er zahlreiche Künstler und Schriftsteller, unter anderem Bertel Thorvaldsen und Wilhelm von Humboldt, kennenlernte und für den Verleger Cotta die Zeitschrift Italienische Miscellen herausgab. Während eines Aufenthalts in Neapel von April 1804 bis Mai 1805 unternahm er eine zweimonatige Reise durch Sizilien in Gesellschaft der Architekten Karl Friedrich Schinkel und Johann Gottfried Steinmeyer sowie des livländischen Landschaftsmalers Carl Gotthard Graß (1767–1814) und wurde von Königin Maria Karolina von Neapel-Sizilien in – erfolgloser – diplomatischer Mission nach München geschickt, um für eine Eheschließung des bayrischen Kurprinzen, des späteren Königs Ludwig I., mit einer Tochter Karolinas zu werben.
In Neapel hatte Rehfues die Bekanntschaft des Kronprinzen Wilhelm, des späteren Königs Wilhelm I. von Württemberg, gemacht, dem er die Stadt zeigte. Im Herbst 1805 kehrte er nach Tübingen zurück und trat als Bibliothekar und Vorleser in den Dienst des Prinzen. Diese Stellung ließ ihm genügend Zeit für seine literarischen Interessen und weitere Reisen nach Frankreich und Spanien, über die er, ebenso wie über seine Zeit in Italien, Bücher veröffentlichte. Für die Cotta’sche Verlagsbuchhandlung redigierte er die Süddeutschen Miscellen und war Mitarbeiter des Morgenblatts für gebildete Stände.
Seinem schriftstellerischen Engagement gegen die französische Fremdherrschaft („Reden an das deutsche Volk“) verdankte er die Stelle des Generalgouverneurs der Stadt Trier und dann der Stadt Koblenz sowie später die des Kreisdirektors in Bonn. Mit seiner Flugschrift Die Ansprüche und Hoffnungen der Stadt Bonn, vor dem Thron ihres künftigen Beherrschers niedergelegt warb er für die Gründung einer Universität in Bonn, die 1818 als Friedrich-Wilhelms-Universität zu Bonn gegründet wurde. Rehfues gilt deshalb als einer der Initiatoren dieser Universitätsgründung.
Nachdem 1815 der Krieg noch einmal ausgebrochen war, wurde Rehfues dem Minister von Altenstein als Kommissar des 3. Armeekorps zugeteilt. Er hatte die Aufgabe die Truppe mit Verpflegung zu versorgen. In Paris lernte er seinen zukünftigen Vorgesetzten den Minister Karl vom Stein zum Altenstein persönlich kennen.
Am 20. November 1818 wurde er als Nachfolger von Friedrich zu Solms-Laubach, der nur ein halbes Jahr im Amt war, Kurator der neu gegründeten Friedrich-Wilhelms-Universität Bonn sowie die nicht beneidenswerte Stellung eines außerordentlichen Regierungsbevollmächtigten mit Rang und Titel als geheimer Regierungsrat. Für seine Verdienste wurde er 1826 geadelt. Am 22. August 1836 unterzeichnete er das Konzept des Abgangszeugnisses von Karl Marx. Am 1. Juli 1842 wurde er in den Ruhestand versetzt, und er zog sich auf sein Gut bei Königswinter zurück. Sein Nachfolger als Kurator und außerordentlicher Bevollmächtigter der preußischen Regierung an der Bonner Universität wurde Moritz August von Bethmann-Hollweg.
Rehfues wurde auf dem Alten Friedhof Bonn begraben. Sein Grabmal gestaltete der Bildhauer Hermann Heidel.
Rehfues war seit dem 17. April 1817 mit Carolina Eleonora von Meusebach, einer Tochter des Wiedrunkelschen Hofmarschalls Freiherrn von Meusebach verheiratet und hatte zwei Söhne Guido Ludwig Rehfues (* 29. März 1818) und Julius Karl Heinrich Rehfues (* 11. Juni 1819), sowie eine Tochter Georgine Marie von Rehfues (* 8. Juni 1831).

## Ehrungen
- 1820 wurde er Mitglied der Leopoldina.[11]
- Korrespondierendes Mitglied der italienischen Akademie zu Florenz[12]
- Ritter des Roten Adlerordens 2. Klasse mit der Schleife[13]
- Kaiserlich Russischer St. Annen-Orden 2. Klasse[14]
- Das Reiterstandbild für Friedrich Wilhelm III. von Preußen von Gustav Blaeser auf dem Kölner Heumarkt zeigt Refues in ganzer Figur stehend zwischen Karl vom Stein zum Altenstein und Friedrich Daniel Schleiermacher.
- In Bonn-Poppelsdorf ist die Rehfuesstraße nach ihm benannt.[15]

## Zitate
- Selbst-Denker, die von Systemen, wie vom Schulstaube, frey sind, haben eine Eigenthümlichkeit in ihrer Darstellung, deren Erreichung nicht leicht, aber desto verdienstlicher ist. (Vorrede von Rehfues als dem Herausgeber der Briefe eines Reisenden)
- Aus einem Mangel an legislatorischem Verstande gehen Gesetze hervor, deren innere Widersprüche und formelle Unbestimmtheiten erst dann erkannt werden, wenn sie im Leben selbst die schmerzlichsten Störungen und bedenklichsten Unordnungen bewirkt haben. Andere und abermals andere Gesetze, welche die Verwirrungen stets mehren, sind dann nicht zu umgehen. (Die katholische Kirche in der preußischen Rheinprovinz)

## Werke

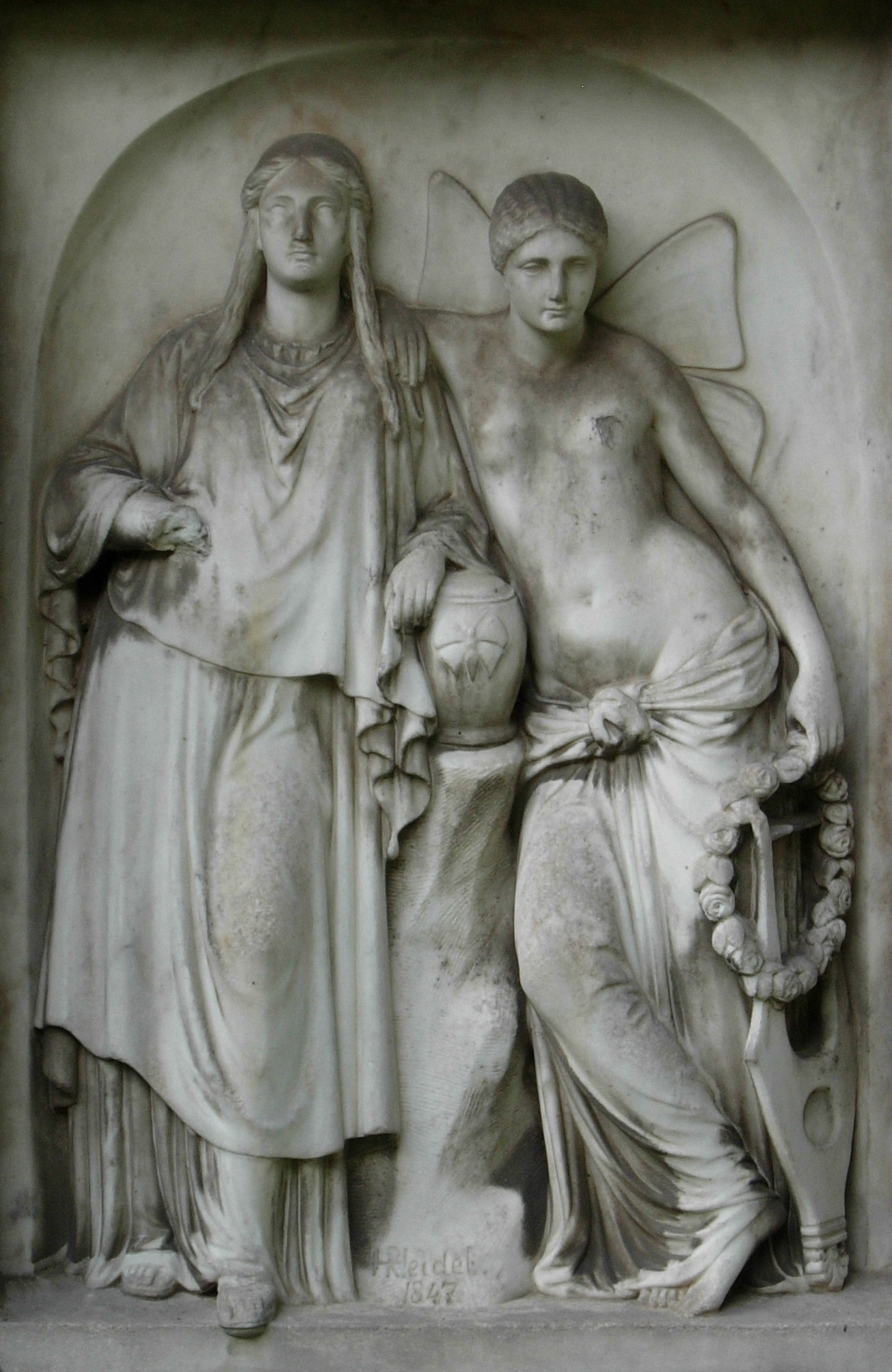
Grabrelief für Philipp Joseph von Rehfues auf dem Alten Friedhof Bonn

- Über den jüngeren Philostratus und seine Gemäldebeschreibung. Jakob Friedrich Herbrandt, Tübingen 1800 Digitalisat
- Italien. Eine Zeitschrift hrsg. von zween reisenden Deutschen (P. J. Rehfues und J. F. Tscharner). Unger, Berlin 1803–1804
- Vittorio Alfieri: Sämtliche Trauerspiele. Aus dem Italienischen metrisch übersetzt (1804), zusammen mit Johann Friedrich von Tscharner
- Italienische Miscellen. 5 Bde., Cotta, Tübingen 1804–1806
- Neuester Zustand der Insel Sicilien, Cotta, Tübingen 1807
- Hrsg.: Plato in Italien, aus einer griechischen Handschrift ins Italienische übersetzt von ****. J. G. Cottaschen Buchhandlung, Tübingen 1808–1811
  - Digitalisat Erster Band
  - Digitalisat Zweyter Band
  - Digitalisat Dritter Band und letzter Band
- Gemälde von Neapel und seinen Umgebungen, 3 Bde., R. Gaessner, Zürich 1808
  - Erster Theil Digitalisat
  - Zweiter Theil Digitalisat
  - Dritter Theil Digitalisat
- Briefe aus Italien während der Jahre 1801, 1802, 1803, 1804, 1805 mit mancherlei Beilagen, H. Gessner, Zürich 1809–1810
  - Digitalisat Erster Band
  - Digitalisat Zweiter Band
  - Digitalisat Dritter Band
  - Digitalisat Vierter Band
- Ansichten von Paris. 2 Bände Heinrich Gessner, Zürich 1809
- Hrsg.: Süd-Deutsche Miscellen für Leben, Literatur und Kunst. Erster Jahrgang. Januar Februar März, Karlsruhe 1811 Digitalisat
- Die Brautfahrt in Spanien. Ein komischer Roman in zwei Theilen. Nach Lantier freibearbeitet, Julius Eduard Hitzig, Berlin 1811
  - Erster Theil Digitalisat
  - Zweiter Theil Digitalisat
- Hrsg.: Europäisches Magazin für Geschichte, Politik und Kriegskunst der Vorwelt und Gegenwart. Nürnberg 1813 (1) bis Juni 1814
- Spanien nach eigener Ansicht im Jahr 1808 und nach unbekannten Quellen bis auf die neueste Zeit, Varrentrapp und Sohn, Frankfurt am Main 1813
  - Digitalisat Band 1 und 2
  - Digitalisat Band 3 und 4
- Reden an das deutsche Volk. Erste Rede, Riegel & Wießner, Nürnberg 1814 Digitalisat[16]
  - 2. Aufl. 1814
- Hrsg.: Briefe eines Reisenden aus England und Frankreich, einem Theil von Afrika und aus Nord-Amerika. Von Freyherrn von Wimpffen. Heyer und Leske, Darmstadt 1814–1815 3 Bände Digitalisat
- Die Ansprüche und Hoffnungen der Stadt Bonn, vor dem Thron ihres künftigen Beherrschers niedergelegt, P. Neusser, Bonn 1814 Digitalisat
- Hrsg.: Tagebuch eines deutschen Offiziers über seinen Feldzug in Spanien im Jahr 1808. Riegel und Wießner, Nürnberg 1814 Digitalisat
- Antwort eines Rhein-Preußen auf des Herrn Julius v. Voss Sendschreiben eines Brandenburgers an die Bewohner Rhein-Preußens bei Gelegenheit der S. D. dem Fürsten Staatskanzler übergebenen Adresse, Adolph Marcus, Bonn 1818
- Ueber das Zunft-Wesen. Beherzigungen für die Wiederherstellung der Zünfte, mit einem Anhang, die Grund-Linien zu Errichtung von Handwerks-Schulen enthaltend, Adolph Marcus, Bonn 1818 Digitalisat
- Scipio Cicala. 4 Bde., Brockhaus, Leipzig 1832
  - Erster Band Digitalisat
  - Zweiter Band Digitalisat
  - Dritter Band Digitalisat
  - Vierter Band digitalisat
- Die Belagerung des Castells von Gozzo, oder der letzte Assassine. 2 Bände Brockhaus, Leipzig 1834
  - Erster Band Digitalisat
  - Zweiter Band Digitalisat
- anonym: Goethe und sein Jahrhundert. Bran, Jena 1835 2. Aufl. 1870 Digitalisat[17]
- Die neue Medea. Ein Roman in drei Bänden von dem Verf. des Scipio Cicala, Fr. Brodhag’sche Buchhandlung, Stuttgart 1836[18]
- Die Wahrheit in der Hermes’schen Sache zwischen der katholisch-theologischen Facultät zu Bonn und dem Herrn Erzbischof von Cöln, Leske, Darmstadt 1837 Digitalisat
- Denkwürdigkeiten des Hauptmanns Bernal Diaz del Castillo, oder wahrhafte Geschichte der Entdeckung und Eroberung von Neu-Spanien. Von einem der Entdecker und Eroberer selbst geschrieben, aus dem Spanischen ins Deutsche übersetzt, und mit dem Leben des Verfassers, mit Anmerkungen und anderen Zugaben versehen. Adolph Marcus, Bonn 1838 Digitalisat Erster Band; Digitalisat Dritter Band; Digitalisat Vierter Band
- Die katholische Kirche in der preußischen Rheinprovinz und der Erzbischof Clemens August von Köln. Ein Beitrag zur Cultur- und Sittengeschichte des 19. Jahrhunderts. Von einem Sammler historischer Urkunden, Heinrich Ludwig Brönner, Frankfurt am Main 1838 Digitalisat, Digitalisat
- La frontière du Rhin. Collardin, Liège 1840 Digitalisat
- Über Vermögen und Sicherheit des Besitzes, Gespräche zwischen dem Beamten, dem Freiherrn und dem Kaufmann. J.G. Cotta, Stuttgart und Tübingen 1843 (anonym)
- Entwurf einer allgemeinen Instruction für die Preussischen Gesandten, J. F. Cast’schen Buchhandlung, Stuttgart 1845 Digitalisat
- Proconsulate der neuern Zeit, J. F. Cast’schen Buchhandlung, Stuttgart 1845 Digitalisat
- Der Deutsche Orden im 15. Jahrhundert. Dramatische Darstellungen von dem Verfasser des „Scipio Cicala“, Carl Georgi, Bonn 1871 Digitalisat

## Briefe und Archivalien
- Nachlass Philipp Joseph von Rehfues. Universitäts- und Landesbibliothek Bonn. Signaturen: S 1241, S. 1389, S. 1392, S. 1392a, S. 1441, S. 2452.
- In der Datenbank für Nachlässe und Autographen Kalliope sind 88 Handschriftensätze von ihm und 23 Handschriftensätze an ihn erfasst, darunter Briefe von Johann Friedrich Ferdinand Delbrück, Karl Gutzkow, Gottfried Kinkel und August Wilhelm von Schlegel.